# Evanghelìa Paraskevopulu
Evanghelìa Paraskevopulu (Istanbul, 1865 – Atene, 1938) è stata un'attrice greca.

## Biografia
Evanghelìa Paraskevopulu fu una attrice di teatro greca, nata in una famiglia poco abbiente e che non riuscì a frequentare le scuole, a causa dei disagi economici della famiglia.
Si avvicinò al teatro giovanissima, ancora adolescente, iniziando così una lunga gavetta che la portò piano piano ai consensi della critica e all'affermazione con il pubblico, che accadde nel 1892 con la celebre versione teatrale de La signora delle camelie di Alexandre Dumas, nella quale si mise in evidenza per il fascino e il temperamento.
Successivamente divenne la star del teatro del suo paese per alcuni anni, specializzandosi nella recitazione di pregevoli drammi postromantici soprattutto francesi, oltre alle opere di William Shakespeare.
Il rinnovamento dei gusti, dello stile, della concezione del teatro, la vide a poco a poco perdere posizioni di primadonna fino al suo ritiro definitivo dal palcoscenico, avvenuto nel 1930.